# Estadio Ganzábal
El estadio de Ganzábal es el estadio municipal de fútbol del municipio de Langreo (España), donde juega el Unión Popular de Langreo, y se encuentra ubicado en La Felguera.

## Historia
La historia de Ganzábal se remonta a principios de los años 1920 cuando el añejo estadio, por aquel entonces bajo el nombre de La Barraca, comenzó a albergar los partidos del Círculo Popular de La Felguera, conjunto que se fusionó en 1961 con el Racing Club de Sama para dar vida al Unión Popular de Langreo. La denominación de estadio Ganzábal se hizo en honor de uno de los presidentes más importantes que tuvo el Círculo Popular en su historia y que fue fundamental para culminar las obras de La Barraca. Se trataba del ingeniero Francisco Fernández Ganzábal, quien después colaboró con el Unión y ayudó a construir el campo.

## Actual estadio
Fue reinaugurado tras meses de reformas en el verano de 2006, con capacidad para 4000 espectadores sentados y siendo propiedad del ayuntamiento de Langreo. El terreno de juego es de hierba artificial. Las gradas tienen un diseño singular con visera y trincheras de acero, imitando a los castilletes mineros (debido a la historia industrial de la zona) sosteniendo el alumbrado de la tribuna principal. Cierran el estadio tres edificios de viviendas de 5 plantas con bajos comerciales, bancarios, educativos y hosteleros.